# Đông Hà (Quảng Trị)
Đông Hà is een stad in het midden van de Vietnamese provincie Quảng Trị. Het is tevens de hoofdstad van de provincie.
De stad heeft ongeveer 82.000 inwoners (2005). De stad ligt aan de Quốc lộ 1A die van Lạng Sơn naar Cà Mau loopt.

## Geboren in Đông Hà
- Như Quỳnh, (1970), zangeres.